# Osiedle na Stawach
Osiedle na Stawach – część wsi Kronowo w Polsce, położona w województwie warmińsko-mazurskim, w powiecie olsztyńskim, w gminie Barczewo.
W latach 1975–1998 Osiedle na Stawach należało administracyjnie do województwa olsztyńskiego.